# Tiếng Moken
Tiếng Moken là ngôn ngữ của người Moken, một dân tộc ít người sống ở vùng quần đảo Mergui ngoài khơi bờ biển Andaman thuộc Myanmar và Thái Lan . Người Moken có dân số vào khoảng 2.000 đến 8.000 người.
Tiếng Moken được xếp ở nhóm ngôn ngữ Sunda–Sulawesi? thuộc ngữ tộc Malay-Polynesia trong ngữ hệ Nam Đảo. Thực tế nó gồm hơn nửa tá phương ngữ của những người du mục biển (hay "Sea Gypsies", "Digan biển"), hơi khác với các ngôn ngữ Austronesia khác, do đã chịu ảnh hưởng mạnh mẽ từ các ngôn ngữ Mon-Khmer.

## Phân loại
Tiếng Moken thường được phân loại trong ngữ tộc Malay-Polynesia ở Đông Nam Á, gồm nhóm ngôn ngữ Chăm và nhóm Malay. Tuy nhiên Larish (2005) kết luận rằng không hẳn như vậy . Một ngôn ngữ được nói bởi một nhóm người du mục biển ở các hòn đảo này là Urak Lawoi', là thuộc nhóm ngôn ngữ Malay.